# Staffan Gunnarson
Staffan Gunnarson, född 1964 i Lidköping, är en svensk humanist, politiker, lärare, skribent och samhällsdebattör. Gunnarsson har främst studerat idéhistoria, statsvetenskap och retorik vid Göteborgs universitet. Han har även arbetat inom både organisations- och näringsliv.
Staffan Gunnarson är talesperson i migrations- och integrationsfrågor för Medborgerlig samling (MED), där han även ingår i det politiska utskottet i partistyrelsen. Tidigare har han även fungerat som talesperson i EU-frågor för MED och ställde för partiet upp som riksdagskandidat 2018 och kandiderade till Europaparlamentet 2019.
2008–2017 var Gunnarson styrelseledamot i den Europeiska Humanistfederationen (med säte i Bryssel), under sju år även som dess vicepresident. Han var med och startade kulturtidskriften Humanisten 1995 och var dess huvudredaktör 1997–2003. Han har varit styrelsemedlem i Humanisterna i tre omgångar mellan 1992 och 2011 och var även förbundssekreterare  2007–2009.
Staffan Gunnarson är bror till Anna Charlotta Gunnarson. 